# Richard Biegenwald
Richard Fran Biegenwald (Rockland County (New York), 24 augustus 1940 - Trenton (New Jersey), 10 maart 2008) was een Amerikaans seriemoordenaar die zijn misdrijven pleegde in Monmouth County. Tussen 1958 en 1983 doodde Biegenwald minstens negen personen. Hij wordt verdacht van twee andere moorden.
Biegenwald kreeg in eerste instantie de doodstraf door middel van een dodelijke injectie opgelegd maar dit werd later in hoger beroep tenietgedaan. Hij zat vier keer levenslang uit, zonder kans op vervroegde vrijlating.
Richard Biegenwald stierf op 67-jarige leeftijd een natuurlijke dood.